# 1993-as NHL Supplemental Draft
Az 1993-as NHL Supplemental Draft a nyolcadik supplemental draft volt a National Hockey League történetében.
| #   | Játékos          | Poszt       | Nemzetiség                | NHL-csapat              | Egyetem (Liga)                        |
| --- | ---------------- | ----------- | ------------------------- | ----------------------- | ------------------------------------- |
| 1.  | Eric Flinton     | Bal szélső  | Kanada                    | Ottawa Senators         | New Hampshire-i Egyetem (Hockey East) |
| 2.  | Dean Sylvester   | Jobb szélső | Amerikai Egyesült Államok | San Jose Sharks         | Kent Állami Egyetem (NCAA)            |
| 3.  | Brent Peterson   | Bal szélső  | Kanada                    | Tampa Bay Lightning     | Michigani Műszaki Egyetem (WCHA)      |
| 4.  | Chris Imes       | Védő        | Amerikai Egyesült Államok | Florida Panthers        | Maine-i Egyetem (Hockey East)         |
| 5.  | Patrick Thompson | Védő        | Kanada                    | Mighty Ducks of Anaheim | Brown Egyetem (ECAC)                  |
| 6.  | Kent Fearns      | Védő        | Kanada                    | Hartford Whalers        | Colorado College (WCHA)               |
| 7.  | Brett Abel       | Kapus       | Amerikai Egyesült Államok | Edmonton Oilers         | New Hampshire-i Egyetem (Hockey East) |
| 8.  | Wayne Strachan   | Jobb szélső | Kanada                    | New York Rangers        | Lake Superior Állami Egyetem (CCHA)   |
| 9.  | Jacques Joubert  | Center      | Amerikai Egyesült Államok | Dallas Stars            | Bostoni Egyetem (Hockey East)         |
| 10. | Shannon Finn     | Védő        | Kanada                    | Philadelphia Flyers     | Illinois-Chicagoi Egyetem (NCAA)      |